# Afro Medusa
Afro Medusa est un groupe de dance britannique formé en 1999 et comprenant Patrick Cole, Nick Bennett et Isabel Fructuoso.
Le groupe se rassemble sur le projet Pasilda, un single latin house qui est un succès à sa sortie. Il est joué à Ibiza et obtient un bon accueil à la Winter Conference de Miami.

## Discographie

### Singles
- 1999 : Calling
- 2000 : Pasilda
- 2002 : Dreams
- 2005 : Beautiful Thing
- 2008 : Oracle